# Накатоми-но Камако
Накатоми-но Камако (VI век) — японский аристократ периода Асука, глава клана Накатоми.
Накатоми-но Камако принадлежал к одному из самых древних и влиятельных родов Ямато VI века, возводившему свою генеалогию к божеству синтоистского пантеона. В «Нихон сёки» он упоминается как враг буддизма. Согласно этому источнику, в 552 году, когда ван Пэкче прислал императору Киммэю позолоченную статую Будды и рассказал в письме, что молитвы Будде обладают магической силой, Камако, занимавший пост министра, высказался против нового культа.
«Правители Поднебесной во все времена — весной, летом, осенью и зимой — почитали 180 богов в святилищах Неба и Земли, — сказали императору Камако и ещё один министр, Мононобэ-но Окоси. — Если же теперь станем заново почитать бога соседних стран, то боги нашей страны могут разгневаться». Услышав это, Киммэй передал статую и остальные дары из Пэкче министру Сога-но Инамэ, поддержавшему новый культ. Вскоре в Ямато началась эпидемия. Мононобэ и Накатоми объяснили это гневом богов из-за того, что род Сога поклоняется Будде, и выбросили статую в канаву.
С этих событий началась борьба трёх родов, связанная с религиозным вопросом. Накатоми и Мононобэ выступали за сохранение традиционной религии, так как возводили свои родословные к синтоистским божествам, а менее знатные Сога связывали с буддизмом свои надежды на дальнейшее возвышение.